# 졸로프 라이스
졸로프 라이스(영어: Jollof rice)는 가나와 나이지리아를 비롯한 서아프리카 지역의 쌀 요리이다. 토마토, 홍피망, 고추로 만든 소스를 넣어 밥을 짓기 때문에 붉은색을 띤다. 세네감비아 지역의 벤 친이 기원이며. 나이지리아의 국민 음식 가운데 하나로 여겨진다.

## 이름
영어 "졸로프 라이스(Jollof rice)"는 "월로프인"이나 "월로프(졸로프) 제국"을 가리키는 말인 "졸로프(Jollof)"와 "쌀, 밥"을 뜻하는 말인 "라이스(rice)"가 조합된 말이다.
가나, 나이지리아, 라이베리아, 시에라리온 등 영어권 국가에서 이 음식이 "졸로프 라이스"라 불린다. 월로프인들이 사는 세네감비아 지역의 벤 친이 전해진 음식이 때문에 이런 이름이 붙었으며, 월로프어 사용 지역에서는 "쌀, 밥"을 뜻하는 "체브(ceeb)"라 불린다. 세네갈 등에서는 프랑스어식 철자인 "티에브(tieb)"도 사용된다. 감비아에서는 "베나친(benachin)"으로, 프랑스어권 서아프리카에서는 "리 그라(riz gras)"나 "리 오 그라(riz au gras)"로도 부른다.

## 만들기
먼저 토마토, 홍피망, 주황색이나 붉은색 하바네로고추나 스코치보닛고추, 적양파, 마늘, 생강 등을 블렌더에 넣고 간 다음 기름에 볶고 졸여 "오베 아타(ọbẹ̀ ata→고추 소스)"라 불리는 붉은 고추 소스를 만든다. 졸로프 라이스를 만들 냄비에 기름을 넉넉히 두르고, 양파, 마늘 등 향신채를 볶다가 토마토 페이스트와 소금, 강황가루, 파프리카가루, 커리가루 등 향신료, 월계수 잎, 백리향 등 허브를 넣고 함께 볶는다. 기름에 색이 나면 재스민쌀 등 인디카쌀을 넣어 코팅하고, 만들어 둔 오베 아타와 육수를 넣어 밥을 짓는다. 육수 대신 물과 부용 큐브가 사용되는 경우가 많다.

## 같이 보기
- 리 그라
- 체부 전